# Koplik
Koplik (alb. Koplik, Kopliku) – miasto w Albanii, stolica okręgu Malësi e Madhe w obwodzie Szkodra. Prawa miejskie od 1984. W 2001 r. miasto liczyło 4078 mieszkańców.
W czasach osmańskich większość ludności miasta przeszła na islam, podczas gdy okoliczne wsie zachowały wiarę katolicką. W 1920 r. miejsce bitwy pomiędzy oddziałami albańskiej żandarmerii a armią Królestwa SHS.
W mieście istnieje klub piłkarski KS Veleçiku Koplik grający w sezonie 2006–07 w III lidze albańskiej.
Z Koplik prowadzi asfaltowa droga w głąb Gór Północnoalbańskich.